# Savoyai Mária Terézia szárd királyi hercegnő (1803–1879)
Savoyai Mária Terézia Ferdinanda (Maria Teresia Ferdinanda Felicitas Gaetana Principessa di Savoia) (Róma, 1803. szeptember 19. – Lucca, 1879. július 16.) a Savoyai-házból származó szárd királyi hercegnő, savoyai és piemonti hercegnő. 1820-ban kötött házassága révén Etruria névleges királynéja, 1824–1847-ig Lucca hercegnéje (Duchessa di Lucca), 1847–1848-ig Parma hercegnéje (Duchessa di Parma).

## Élete

### Származása
Mária Terézia savoyai hercegnő a római Colonna palotában (Palazzo Colonna) született, 1803-ban. Édesapja a Savoyai-házból származó I. Viktor Emánuel szárd–piemonti király (1759–1824) volt, III. Viktor Amadé király (1726–1796) és a Bourbon-házból való Mária Antonietta spanyol infánsnő (1729–1785) második fia, V. Fülöp spanyol király unokája.
Édesanyja a Habsburg–Lotaringiai-ház Estei ágából származó Mária Terézia Johanna főhercegnő (1773–1832) volt, Ferdinánd Károly Antal osztrák főhercegnek (1754–1806), Lombardia császári főkormányzójának és Estei Mária Beatrix modenai hercegnőnek (1750–1829) leánya, Mária Terézia magyar királynő unokája.
1. Mária Beatrix Viktória hercegnő (1793–1840), aki a Habsburg–Estei házból való IV. Ferenc modenai herceghez ment feleségül.
2. Mária Adelheid (1794–1795), kisgyermekként meghalt.
3. Károly Emánuel (1796–1799), Vercelli grófja, kisgyermekként meghalt.
4. Mária Terézia Ferdinanda (1803–1879), Lucca és Parma hercegnéje.
5. Mária Anna Karolina Pia (1803–1884), aki Ferdinánd osztrák császárhoz, magyar és cseh királyhoz ment férjhez.
6. Mária Krisztina (1812–1836), aki II. Ferdinánd nápoly–szicíliai királyhoz (1810–1859) ment feleségül.

Mária Terézia Ferdinanda hercegnőt ikerhúgával, Mária Anna Karolina Pia hercegnővel együtt VII. Piusz pápa keresztelte meg. A keresztszülők anyai nagyszülei, Ferdinánd Károly Antal főherceg és felesége, Mária Beatrix modenai hercegnő voltak. Az eseményt megörökítő festmény ma a római Braschi palotában (Museo di Roma) látható.
Gyermekkorának java részét Szardínia szigetén, Cagliariban töltötte, ahová a szárd királyi udvar visszahúzódott a napóleoni háborúk idején, amikor a francia haderő elfoglalta és megszállva tartotta a Szárd–Piemonti Királyság kontinentális területeit: Piemontot és Savoyát. Napóleon császár lemondása (1814) után a koalíciós haderők helyreállították a Savoyai-ház uralmát, a királyi család visszatért székvárosába, Torinóba.

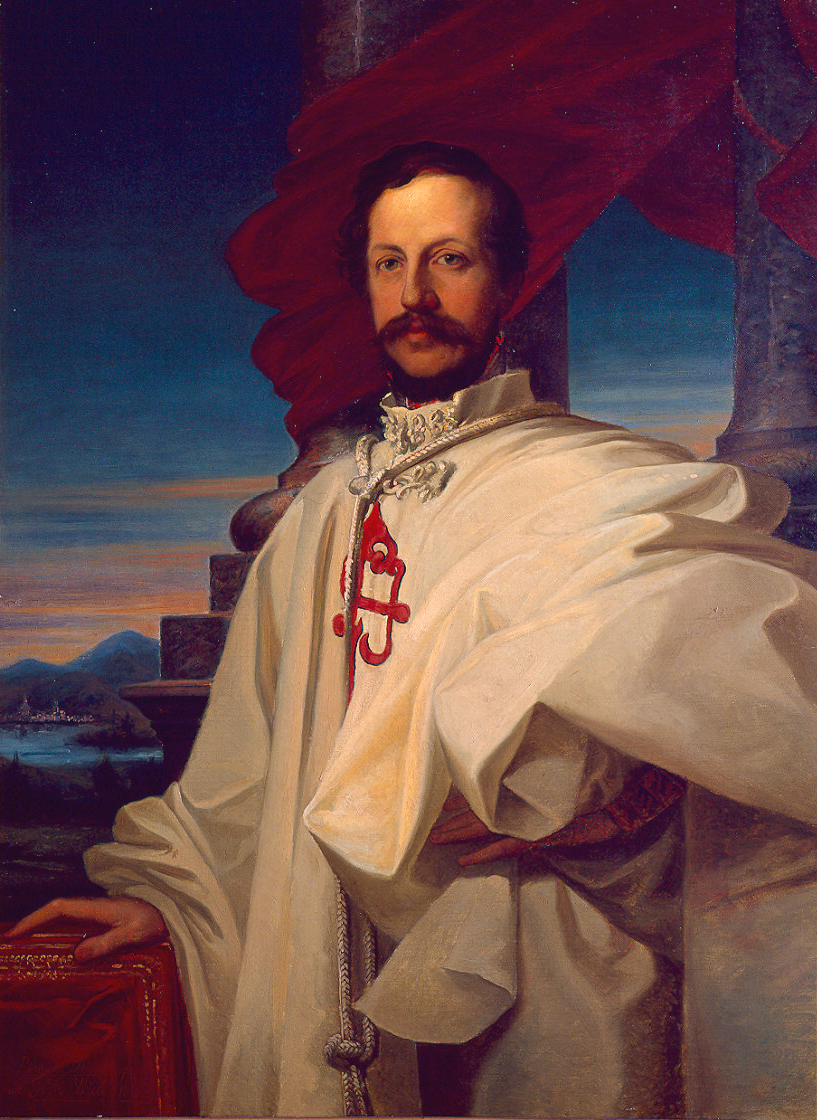
Férje, II. Károly parmai herceg

### Házassága, gyermekei
1820. szeptember 5-én Luccában feleségül ment Károly Lajos Ferdinánd Bourbon–parmai herceghez (Carlo Ludovico di Borbone–Parma, 1799–1883), Lajos Bourbon–parmai hercegnek (1773–1803), Piacenza hercegének, az Etruriai Királyság első uralkodójának és Mária Lujza Jozefa spanyol infánsnőnek (1782–1824) fiához, IV. Károly spanyol király unokájához. A vőlegény korábban, 1803–1807 között Napóleon kegyelméből a francia csatlós Etruriai Királyság utolsó, gyermekkorú uralkodója volt, majd 1824-1847 között Lucca hercege, 1847-től pedig II. Károly néven Parma uralkodó hercege lett.
Mária Terézia és férje nem illettek egymáshoz. A Savoyai hercegnő mélyen hívő katolikus volt, aki életét vallásának és egyházának törvényei szerint vezette. Károly Lajos herceg viszont csapongó, életvidám fiatalember volt, aki saját kedvtelései szerint élt, a szórakozás kedvéért gyakran elhanyagolta még a kormányzás kötelességeit is. Házaséletük legnagyobb részét egymástól távol töltötték. Mindössze két gyermekük született, csak egyikük érte meg a felnőttkort:
- Lujza, Lucca hercegnője (1821–1823), kisgyermekként meghalt.
- Ferdinánd Károly, Parma hercege (1823–1854), aki Louise Marie Thérèse de Bourbon francia hercegnőt (1819–1864), Berry hercegének leányát, X. Károly francia király unokáját vette feleségül, és 1849-től III. Károly néven Parma, Piacenza és Guastalla hercege lett. Ő lett Zita osztrák császárné és magyar királyné nagyapja.

1824. március 13-án meghalt Károly Lajos herceg édesanyja, Mária Lujza Jozefa spanyol infánsnő, Lucca uralkodó hercegnője. A Luccai Hercegség trónját fia örökölte, I. Károly néven Lucca uralkodó hercege lett. Mária Terézia felvehette a Lucca hercegnéje (Duchessa di Lucca) címet.
1847. december 17-én elhunyt Mária Lujza francia császárné, Napóleon özvegye, Parma uralkodó hercegnője, aki a bécsi kongresszus határozata értelmében élete végéig uralkodhatott Parma és Piacenza és Hercegségekben. Mária Lujza halála után a hercegi trón visszaszállt a Bourbonok parmai ágára. 1847-ben Károly lemondott a Luccai Hercegségről (azt a Habsburgok által uralt Toszkánai Nagyhercegséghez csatolták), és II. Károly néven elfoglalta a Parma és Piacenza Hercegségek trónját. Mária Terézia megkapta a Parma hercegnéje (Duchessa di Parma) címet, és a következő hónapokban gyakorlatilag ő uralkodott a két hercegségben, könnyed és felelőtlen életű férje helyett.

### A népek tavasza
1848 márciusában újabb forradalmi hullám söpört végig Észak-Itálián. Parmában is felkelés tört ki a konzervatív szellemű uralkodók ellen. Károly engedett, 1848 márciusában lemondott a trónról, a hercegi család elmenekült Parmából. Augusztusban, Radetzky tábornagy győzelmei után osztrák fegyveres segítséggel rövid időre visszatértek. 1849 márciusában azonban az erélytelen II. Károly herceg úgy döntött, végleg elhagyja nyugtalan hercegségét. Másodszor is lemondott, átadta a hatalmat fiának, Károly hercegnek.
Fia, III. Károly herceg 1849 augusztusában Londonból érkezett vissza. Az itáliai osztrák császári haderőre támaszkodva lépett a Parmai és Picenzai Hercegség trónjára. Mária Terézia Parmában maradt fia mellett, „anyahercegnéi” címet viselt (az „anyakirályné” mintájára). Fia zsarnoki uralmat vezetett be, alattvalói meggyűlölték. 1854 márciusában Parmában egy ismeretlen a nyílt utcán tőrdöfésekkel meggyilkolta. Utódja kiskorú fia, I. Róbert parmai herceg (1848–1907) lett, Mária Terézia unokája, aki helyett anyja, Louise Marie Thérèse de Bourbon-Artois hercegnő uralkodott régensként 1859-ig amikor a bevonuló szárd–piemonti csapatok elől menekülve végleg el kellett hagyniuk Parmát.

### Visszavonultságban
Fiának meggyilkolása után Mária Terézia hercegné Viareggióba vonult vissza, majd a Luccától északra fekvő dombvidékre, San Martino in Vignale-ba költözött, egy kellemes fekvésű birtokra, ahol korábban is gyakran és szívesen időzött. A több villából és nagy parkokból álló birtokot a volt luccai hercegné tiszteletére máig „Tenuta Maria Teresá”-nak nevezik (ma szállodakomplexum, Lucca város 6. kerületének része). Mária Terézia hercegné itt élte át az 1859-es szárd–francia inváziót, Parma és Toszkána bekebelezését a Szárd–Piemonti Királyságba, majd az Olasz Királyság kikiáltása körüli zavaros éveket. Itt is halt meg 1879-ben, agyi érelzáródás (cerebrális arterioszklerózis) következtében. A római Campo Santo Verano temetőben helyezték végső nyugalomra, a Domonkos-rendi apácák öltözetében.
Férje, az 1849-ben lemondott II. Károly herceg magánemberként élt Európa különböző vidékein. Nizzában halt meg 1883-ban.

## Külső hivatkozások
- Mária Terézia Ferdinanda hercegnő családi, életrajzi adatai
- Parmai életrajzi lexikon (Dizionario biografico degli Parmigiani
- A Tenuta Maria Teresa Duchessa di Lucca birtok és villa